# Stylidium notabile
Stylidium notabile är en tvåhjärtbladig växtart som beskrevs av Anthony R. Bean. Stylidium notabile ingår i släktet Stylidium och familjen Stylidiaceae. Inga underarter finns listade i Catalogue of Life.